# Confederación Sudamericana de Voleibol
Confederación Sudamericana de Voleibol (CSV) är det sydamerikanska volleybollförbundet. Förbundet bildades den 1946 och har sitt högkvarter i Rio de Janeiro, Brasilien. 

## Medlemmar
- Argentina (dam, herr)
- Bolivia (dam, herr)
- Brasilien (dam, herr)
- Chile (dam, herr)
- Colombia (dam, herr)
- Ecuador (dam, herr)
- Franska Guyana (dam, herr)
- Guyana (dam, herr)
- Paraguay (dam, herr)
- Peru (dam, herr)
- Uruguay (dam, herr)
- Venezuela	(dam, herr)

## Tävlingar
CSV arrangerar flera sydamerikanska mästerskap samt, tillsammans med North, Central America and Caribbean Volleyball Confederation (NORCECA), panamerikanska landslagsmästerskap.
| Tävling                                       | Damer   | Herrar |
| --------------------------------------------- | ------- | ------ |
| Seniorlandslag                                |         |        |
| Sydamerikanska mästerskapen                   | damer   | herrar |
| Juniorlandslag                                |         |        |
| Sydamerikanska U23-mästerskapen               | —       | herrar |
| Sydamerikanska U22-mästerskapen               | damer   | —      |
| Sydamerikanska U21-mästerskapen               | —       | herrar |
| Sydamerikanska U20-mästerskapen               | damer   | —      |
| Sydamerikanska U19-mästerskapen               | —       | herrar |
| Sydamerikanska U18-mästerskapen               | damer   | —      |
| Sydamerikanska U17-mästerskapen               | —       | pojkar |
| Sydamerikanska U16-mästerskapen               | flickor | —      |
| Klubbar                                       |         |        |
| Campeonato Sudamericano de Clubes de Voleibol | damer   | herrar |

### Fotnoter
1. ↑  I Sydamerika finns på herrsidan även Copa Libertadores de Voleibol, den tävlingen är dock organiserad av de argentinska och brasilianska förbunden och inte av CSV